# حسن اکبرنژاد
امیر حسن اکبرنژاد بائی، در سال ۱۳۶۵، در شهرستان بابل در استان مازندران، متولد شده است.
اکبرنژاد، از همان دوران کودکی فعالیت خود را در رشته‌های مختلف ورزشی آغاز کرد و در طول دوران ورزشی در رشته‌های متعددی از جمله؛ شنا، تیراندازی تراپس- تکواندو - دفاع شخصی و زیبایی اندام، فعالیت داشته و سابقه قهرمانی در رشته‌های شنا در بخش کرال سینه و تکواندو، در رده سنی نوجوانان را در کارنامه دارد.
حسن اکبرنژاد، پس از علاقه‌مندی به رشته اتومبیلرانی، در سال ۱۳۸۳ به این رشته مهیج روی آورد. وی در همان سال‌های ابتدایی فعالیت در این رشته ورزشی، جوان‌ترین ورزشکار در بخش آفرود لقب گرفت که به رقابت با قهرمانان و با تجربه‌های این رشته (آفرود) پرداخته بود.
اکبرنژاد، در کنار فعالیت‌های حرفه‌ای در رشته‌های مختلف اتومبیلرانی، به عنوان مسئول کمیته آفرود و مربی تیم آفرود هیئت موتور سواری و اتومبیلرانی استان مازندران، مشغول به فعالیت است.

## زندگی‌نامه
امیر حسن اکبرنژاد بائی سال ۱۳۶۵ در بابل متولد و سومین فرزند یک خانواده ۶ نفری است. وی هم‌اکنون ساکن تهران و دانشجوی دکترای مهندسی عمران است.

## اتومبیل‌رانی
از کودکی علاقه شدیدی به اتومبیل‌های مسابقه‌ای داشته‌ام و از افتخاراتم این است که رانندگی را از هیچ‌کس یادنگرفته و با دیدن حرکات رانندگی پدرم آموخته‌ام و در زمان‌هایی که در حال استراحت بودند توأم با شیطنت‌های کودکی با خودروی پدررانندگی می‌کردم.

در سال‌های اولیه ورزش اتومبیلرانی خود جوان‌ترین ورزشکار این رشته بود که زیاد مورد استقبال رقبای خود قرار نگرفته است. اما به علت علاقه بسیار به ورزشهای موتوری سر سخنانه ادامه داد و موفق به کسب عناوین بسیار در این رشته ورزشی شد.

وی فعالیت حرفه‌ای خود را از سال ۱۳۸۵ آغاز کرد؛ و هنگامی که برای نخستین بار زمزمه‌های برگزاری مسابقه رالی خاورمیانه در ایران به گوش می‌رسید. او در مسابقات رالی کاندیداتوری رالی خاورمیانه از رشته آفرود وارد رشته رالی شده است.

## عناوین قهرمانی
| ردیف | عناوین    | رشته                                    | نوع کلاس                | تاریخ        |
| ---- | --------- | --------------------------------------- | ----------------------- | ------------ |
| ۱    | مقام نخست | مسابقه آفرود قهرمانی کشور               | کلاس ۴ سیلندر کاربراتور | ۸۶           |
| ۲    | مقام نخست | مسابقه آفرود قهرمانی کشور               | کلاس ۴ سیلندر کاربراتور | آذر ۸۷       |
| ۳    | مقام نخست | مسابقه آفرود قهرمانی کشور               | کلاس ۴ سیلندر کاربراتور | ۹/۱۲/۸۷      |
| ۴    | مقام دوم  | مسابقه آفرود قهرمانی کشور               | کلاس ۴ سیلندر کاربراتور | تیر ۸۸       |
| ۵    | مقام دوم  | مسابقه آفرود قهرمانی کشور               | کلاس ۶ سیلندر انژکتور   | ۳۱/۵/۸۸      |
| ۶    | مقام دوم  | مسابقه آفرود قهرمانی بین‌المللی در ایران | کلاس ۴ سیلندر کاربراتور | آبان ۸۸      |
| ۷    | مقام نخست | مسابقه جایزه بزرگ کشور جام پروما        | کلاس ۴ سیلندر کاربراتور | ۸۹           |
| ۸    | مقام نخست | مسابقه آفرود قهرمانی کشور               | کلاس ۴ سیلندر کاربراتور | ۷/۵/۸۹       |
| ۹    | مقام نخست | مسابقه آفرود قهرمانی کشور               | کلاس ۴ سیلندر کاربراتور | مهر۸۹        |
| ۱۰   | مقام نخست | مسابقه آفرود قهرمانی بین‌المللی در ایران | کلاس ۴ سیلندر کاربراتور | ۲۰۰۹         |
| ۱۱   | مقام سوم  | مسابقه بین‌المللی آفرود در کشور ارمنستان | کلاس آزاد T2            | ۲۰۱۰         |
| ۱۲   | مقام نخست | مسابقات بین‌المللی آفرود در ارمنستان     | کلاس آزاد               | 5 Julay 2012 |
| ۱۳   | مقام نخست | مسابقه Jeep Trophy sprintجامMotul       | کلاس A                  | ۲۰۱۳         |
| ۱۴   | مقام نخست | مسابقه آفرود بین‌المللی در ایران         | کلاس آزاد               | ۵ ژوئیه ۲۰۱۳ |

## سمت‌ها
رئیس و دبیر فنی کمیته رالی هنرمندان کشور
رئیس کمیته آفرود استان مازندران

## فعالیت‌های باشگاهی
عضو تیم اتومبیلرانی استان مازندران از سال 83
عضو تیم اتومبیلرانی بیمه رازی در سال 93
عضو تیم اتومبیلرانی شرکت آرین موتور پویا (میتسوبیشی) در سال 94
عضو تیم اتومبیلرانی یوتاپ

## رانندگی جسورانه «امیر حسن»
حسن اکبر نژاد اتومبیلران تیم بیمه رازی شرکت کننده در مسابقات رالی خاورمیانه در شیراز، پس از این که لاستیک خودرو او ترکید ۱۸ کیلومتر از مسافت این رقابت‌ها را بدون لاستیک (تایر) و بر روی رینگ خودرو طی کرد.

## پیشتازی اکبرنژاد در نخستین روز از مسابقات رالی قهرمانی کشور
تیم «یوتاپ میتسوبیشی» به رانندگی لاله صدیق و امیر حسن اکبر نژاد تنها تیم ایرانی حاضر در رنکینگ رالی خاورمیانه است. به گفته کامران طالبی فرد، سرپرست بازاریابی آرین موتور، خودروهای مذکور مشابه خودروهای لنسر ۱۶۰۰ سی سی تیپ ۲ هستند که توسط شرکت آرین موتور به بازار داخلی عرضه شده است، نمایندگی رسمی میتسوبیشی موتورز ژاپن، در اختیار این تیم قرار داده است.
گفته رضا مزینانی، مدیر بازاریابی و فروش شرکت آرین موتور، این شرکت در راستای اهداف عالی سازمانی خود و در جهت عمل به تعهدات اجتماعی بر خود مفروض دارد که از فعالیت‌های ورزشکاران ایرانی بخصوص در رشته اتومبیلرانی حمایت کند.
به گفته وی تیم یوتاپ میتسوبیشی علاوه بر رالی بین‌المللی خاورمیانه در شیراز در ۵ مسابقه رالی دیگر سال ۹۴ طبق تقویم مسابقات رالی فدراسیون اتومبیل رانی ایران شرکت خواهد کرد که البته قطعاً رالی خاورمیانه اولین و مهمترین این مسابقات خواهد بود.
مزینانی اظهار امیدواری کرد که خانم لاله صدیق و هم‌تیمی ایشان آقای اکبر نژاد بتوانند در این رقابت بین‌المللی که در داخل کشور برگزار می‌شود، مقام مناسبی را کسب نمایند و از توانمندی ورزشکاران ایرانی در عرصه بین‌المللی دفاع کنند.
مرحله نخست مسابقات رالی قهرمانی کشور با برتری حسن اکبرنژاد از استان تهران با میانگین سرعت ۸۱/۳۶کیلومتر به پایان رسید. با این تفاصیل حسن اکبرنژاد از ادامه مسابقه بعلت حواشی نا داوری انصراف داد که راننده ایرانی حذف شده از مسابقات رالی خاورمیانه با بیان اینکه تخلفی از سوی وی صورت نگرفته است، گفت: فدراسیون جی‌پی‌اس و دوربین خودروهای ما را کنترل کند تا ثابت شود که تخلفی صورت نگرفته است.

## واژگونی خودرو امیر حسن اکبرنژاد در روز اول رالی / انتقال راننده به بیمارستان[۱۸]
نقل قول :روز اول راند اول رالی سال ۹۵ در شیراز را به‌خوبی می‌گذراندیم و نسبت به دیگر رقیبان برتری داشتیم که متأسفانه در استیج سوم مسابقه از سمت چرخ جلوی راننده به مانع سنگی برخورد کردیم و ۴ کیلومتر باقی مانده رو به سختی طی کردیم ولی خوشبختانه باز هم‌زمان خوبی را ثبت کردیم بعد از پایان تست به همراه نقشه خوانم دکتر غلامی مشکل را تا حدی بر طرف کردیم و خودمان را به پارک سرویس رساندیم تیم فنی بسیار خوبی داشتیم اما تعداد کافی نبودند و در ۳۰ دقیقه طبق آسیب دیده را تعویض کردیم و با تأیید مدیر فنی به سمت ادامه مسابقه رفتیم. استیج چهارم را نیز با بهترین زمان ثبت کردیم و در استیج پنجم در دریاچه نمکی ارسنجان سرعت حدود ۱۸۰ کیلومتر بر ساعت در حال حرکت بودیم که متأسفانه ناگهان خودرو به سمت چپ منحرف شد و شروع به پشتک‌های پیاپی زد که با توجه به فرمایش شاهدان عینی حدود ۱۰ الی ۱۱ بار چرخیدیم. بسیار سخت و ناگهانی بود اما خداروشکر به دلیل رعایت ایمنی کامل و استفاده از تجهیزات بین‌المللی هیچ گونه آسیب جدی به بنده و نقشه خوانم آقای دکتر غلامی وارد نشد، مطابق فرمایش مسئولین فنی کمیته رالی نقص فنی خودور در قسمت چرخ سمت راست جلو اعلام گردیده که در حال حاضر در حال بررسی جدی و ریزبینانه کارشناسان است.